# Calotes pethiyagodai
Calotes pethiyagodai es una especie de iguanios de la familia Agamidae.

## Distribución geográfica yhábitat
Es endémica del centro de Sri Lanka. Su rango altitudinal oscila entre 900 y 1400 m s. n. m..